# Haplohymenium sieboldii
Haplohymenium sieboldii är en bladmossart som först beskrevs av Dozy et Molk., och fick sitt nu gällande namn av Dozy et Molk.. Haplohymenium sieboldii ingår i släktet Haplohymenium och familjen Anomodontaceae. Inga underarter finns listade i Catalogue of Life.